# 停学
停学（ていがく）とは、学校で教育を受けている者に対し、学校での通常の授業への参加を停止させる処分である。

## 日本における停学処分
学校教育法施行規則第26条に、停学は生徒に対する懲戒の一つとして明記されている。一方で学齢児童又は学齢生徒に対する停学は、同規則同条第4項により教育を受ける権利の不当な剥奪となるため行えない。ただし、私立小学校・中学校においては、「特別指導」などの名称で児童・生徒に対して停学と同等の処分が行われる場合もあるが、親権者や未成年後見人から民事訴訟を提起されるリスクもあることから、児童や生徒には弁明の機会を与え、そのあとに処分を検討することがほとんどである。
また、夜間中学（夜間学級）に関しては問題行為を起こした生徒が16歳以上であれば、高校生や大学生と同様に、当該生徒に対して停学や退学処分を行うが可能であるが、生徒や親権者、未成年後見人から民事訴訟を提起されるリスクがあることから、生徒には弁明の機会を与え、そのあとに処分を検討することがほとんどである。
バイク・原付及び自動車通学の禁止に対する違反、校内外での飲酒や喫煙、窃盗・万引き、喧嘩や乱闘等の傷害、試験中のカンニング・替え玉など、法律や条例、校則を犯した場合はたいてい数日間から14日程度の有期、いじめなどで自殺・転校などに追い込んだ加害者や首謀者は無期限の停学が課されることがある。
学校教育法に基づかない学校でも停学処分が行われることがある（競馬学校など）。

## 米国における停学処分
アメリカ合衆国では義務教育段階にも停学の処分があり、通常のクラスではない別室で指導を受ける学内停学(In-School Suspension: ISS)と校内への出入りを禁じる学外停学(Out-of-School Suspension :OSS)がある。
1990年代以降の米国の生徒指導では、段階的に決められたルールに従った指導を行い重大な違反行為に対しては停学や退学を含む厳しい措置をとるゼロトレランス(zero tolerance, ZT)と、停学や退学になった際に受け皿となるオルタナティブスクール(AS)の整備という対照的な枠組みが用いられている。学外停学となった期間、オルタナティブスクールで指導を受けることも一般的である。例えばミシシッピ州では、停学退学の理由が銃の所持であった場合を除いて、停学あるいは退学になった児童生徒に対してオルタナティブスクールを指定するとしている。
ただ、2002年のブッシュ政権下でNCLB（No Child Left Behind―落ちこぼれ防止）法が制定され実証レベルで効果のある教育政策を用いることが原則となり、停学や退学の処分にはより慎重さが求められるようになり、公立学校における停学・退学の件数は2012年から2014年にかけて20%減少した。